# テラスウォーク一宮
テラスウォーク一宮（テラスウォークいちのみや）は、愛知県一宮市両郷町にあるユニー株式会社のサーキットモール型ショッピングセンターである。核店舗はアピタ一宮店。
また、当項目ではかつて当地で運営されていたショッピングセンター「（旧）アピタ一宮店」の概要についても記載する。

## 概要
旧アピタ一宮店を建て替え、新たに「テラスウォーク一宮」として2013年（平成25年）冬に開業した。全面的な建て替えにあたって、温室効果が小さい二酸化炭素（CO2）を冷媒とする冷凍・冷蔵機器の導入や、店内を回るのに長時間歩かずにすむ新たな店舗構造などの工夫、さらに他店で実験してきた成功事例を集約して導入し、競争力を強化した次世代型「アピタ」業態の構築を目指して開店した。
店舗の愛称はtextile（一宮は繊維の街であった）、landmark（一宮市街地のランドマークとなる）、star（一宮では日本三大七夕祭りの一つ「一宮七夕まつり」が行われる）を掛け合わせた造語による。
一宮市内には他にもアピタパワー木曽川店があり、また江南市のアピタ江南西店も比較的近い場所にあり、当店の周辺道路（国道22号（名岐バイパス）と愛知県道64号一宮犬山線の両郷町交差点など）は渋滞が激しいので、当店は主として一宮市街地（国道22号（名岐バイパス）以西）が商圏となっている。
当初の計画では映画館の建設も予定されていたが、白紙になった。

## 主なテナント
その他詳細はショップガイドを参照

### 主要棟
☆は旧アピタ一宮店時代にも出店していたテナント。
- ジーユー
- 無印良品
- はま寿司
- ABCマート
- くまざわ書店
- キクチメガネ☆
- さが美☆
- ザ・ダイソー☆
- 新星堂☆
- スガキヤ☆
- ミスタードーナツ☆
- サーティワン☆
- サイゼリヤ
- NAMCO（ゲーセン）
- ATM
  - 三菱UFJ銀行
  - 十六銀行
  - 大垣共立銀行
  - ゆうちょ銀行
  - 信用金庫

## 別棟
- マクドナルド
  - 細い道路を挟んだ敷地外の国道22号（名岐バイパス）沿いにあるが、90年代までは駐車場内にあった。店名も「一宮アピタ店」だったが、建て替え工事中もそのまま営業を続けていた。現在は「一宮テラスウォーク店」に店名変更している。

## 交通アクセス
名鉄一宮駅のバスターミナルより名鉄バス「江南団地」・「江南駅」行に乗車、「両郷町口」バス停下車。

## 備考
オリジナルキャラクターは「テラみん」。ピンク色のゾウの女の子で、1975年（昭和50年）の開業当時、『ゾウさんユニー』と呼ばれたマスコットマーク（旧・アピタ一宮店概要の節参照）の孫にあたる。

## 旧・アピタ一宮店概要

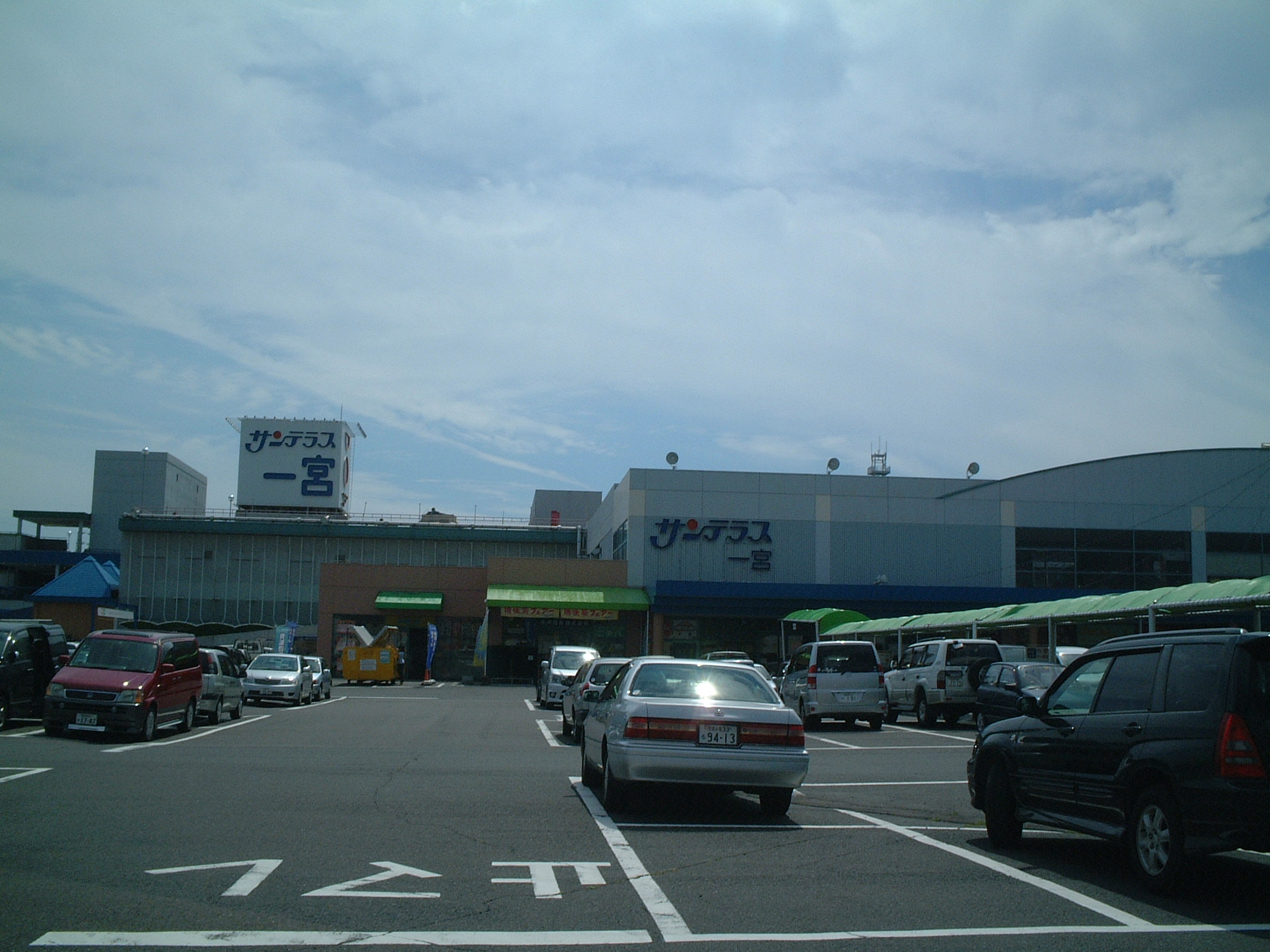
かつてのサンテラス一宮（2007年6月）

1975年（昭和50年）6月、廃業した東海レーヨン本社工場の跡地に、ユニー初の本格的な郊外型大型ショッピングセンター「ユニー一宮店」として開業。当時、屋上の店舗看板に「ゾウ」をデフォルメしたマスコットマークを掲げ、『ぞうさんユニー』として親しまれた。郊外大型ショッピングセンターとしては、この地域では最も本格的な店舗として市民のショッピングや憩いの場となった。
1980年（昭和55年）6月に、ユニーの大型店であることを表すブランド「サンテラス」が付与され、ショッピングセンター全体は、「サンテラス一宮」と称するようになった。その結果、かつて一宮市の代表的な買い物場となっていた真清田神社の門前町本町商店街を脅かす存在となり、昭和50年代はユニー店舗の中でも長期に渡り、第一位の売り上げを計上していた。
1995年（平成7年）には新たに飲食＆アミューズメント棟を増床して更にこの地域のショッピングセンターの中心的な地位を占めることとなった。
2009年（平成21年）2月に、ユニーの店舗ブランド見直しが行われ、「アピタ一宮店」に改称。2000年代以降は、競合相手になる大型ショッピングモールが近隣に相次いで開業したり、また同じユニーグループでも近隣に大型ショッピングセンター（アピタ木曽川店、アピタ江南西店など）を相次いで出店したため、一時ほどの盛況振りはなくなっていた。
2012年（平成24年）8月19日をもって建物の老朽化のため閉店。閉店後に建て替え前の店舗の建物を活用して一宮市消防本部が施設全体を訓練場所としてエンジンカッターによる防火シャッターの切断など営業中の店舗では出来ない実践的な消防訓練を同年8月29日に行っていた。

### 入居していたテナント
- ギャルフィット
- SUZUTAN
- 道頓堀くくる
- クロスポイント オム
- ティー・ジェイ
- 寿司丸忠

## 付近の施設
- 真清田神社